# Andriy Yatsenko
Pour les articles homonymes, voir Yatsenko.
Andriy Yatsenko (en ukrainien, Андрій Сергійович Яценко, né le 14 septembre 1997) est un lutteur ukrainien, spécialiste de lutte libre.
Il remporte la médaille d'argent lors des Championnats d'Europe 2016, lors de son premier tournoi en tant que sénior. Il remporte la médaille de bronze lors des Championnats du monde 2017 à Paris.